# Tobias Hume
Kapitein Tobias Hume (circa 1569 — 16 april 1645) was een Brits officier die naast zijn militaire activiteiten als amateurcomponist aan de bak poogde te geraken.
Van Humes persoonlijke leven is weinig bekend, en zelfs zijn geboortejaar is omstreden. In de eerste plaats was hij een legerofficier, en in het voorwoord van zijn tweede liederboek schrijft hij dat muziek „de enige zachte zijde“ aan hem is. Hij moet in zware armoede hebben geleefd: in 1629 verhuisde hij naar het Londense Charterhouse, een opvangcentrum voor gepensioneerde militairen. Dat men hiervoor normaliter 60 jaar diende te zijn, kan een aanwijzing vormen dat hij rond 1569 geboren moet zijn, maar zeker is dat niet. Hij had waarschijnlijk onder de koning van Zweden gediend, en in 1611 diende hij een verzoek in bij de Engelse koning James I om aan een militaire expeditie in Zweden te mogen deelnemen; vermoedelijk vroeg de Zweedse koning toen om zijn terugkeer. Het verzoek werd echter afgewezen. In 1642 smeekte hij het Parlement om geld, eten en kledij, en vroeg om in Ierland te mogen gaan dienen; naar eigen zeggen kon hij zijn armoede niet meer verdragen — op den duur was hij genoodzaakt in het veld op zoek te gaan naar slakken om op te eten. Als deze omstandigheden accuraat waren, valt de vaak ietwat depressieve tekst van zijn liederen goed te begrijpen.
Hume heeft slechts twee muziekboeken gepubliceerd: in 1605 The First Part of Ayres en in 1607 Captain Humes Poeticall Musicke, beide in Londen verschenen. Hij stond niet afkerig tegenover nieuwe muziekstijlen, en ging er prat op alles zelf te schrijven, in plaats van simpelweg bestaande muziek te bewerken. Hume had een voorliefde voor de viola da gamba, en voerde hierover een pennenstrijd met John Dowland, die de luit verkoos. Zoals gebruikelijk werden de afzonderlijke composities aan edellieden en patronen opgedragen. Een kleine minderheid bestaat uit liederen, waarin hij het dagelijkse leven beschrijft: Tobacco gaat over de geneugten van de tabak, The Souldiers Song over het plezier van de strijd, The Hunting Song over de jacht, enzovoort. Opvallend zijn de sombere lamentaties What greater griefe en het uitgebreide Alas poore men, waarin hij zich afvraagt waarom mensen per se lang willen leven; langer leven betekent immers meer ellende over zich heen krijgen. 
- Biblioteca Nacional de España: XX1773323
- Bibliothèque nationale de France: cb13895401g (data)
- Gemeinsame Normdatei: 130544841
- International Standard Name Identifier: 0000 0000 5940 3251
- Library of Congress Control Number: n84130964
- Nationale Bibliotheek van Letland: 000178812
- MusicBrainz: 6d6f5ef8-2ece-4740-a0c7-a43809a36bf9
- Bibliotheek van het Japanse parlement: 01053381
- Nationale Bibliotheek van Tsjechië: xx0029212
- Nationale Bibliotheek van Israël: 987007324080305171
- Nederlandse Thesaurus van Auteursnamen: 096710608
- SNAC: w65q8rcp
- Système universitaire de documentation: 086913018
- Trove: 1488248
- Virtual International Authority File: 196514
- WorldCat: E39PBJvXhtWCcB8VDjyCCjFBT3